# Associazione Calcio Genova 1893 1935-1936
Questa pagina raccoglie i dati riguardanti l'Associazione Calcio Genova 1893 nelle competizioni ufficiali della stagione 1935-1936.

## Divise
La maglia per le partite casalinghe presentava i colori rossoblu.

## Organigramma societario
Area direttiva
- Presidente: Alfredo Costa, Juan Culiolo[3]
- Vicepresidente: Juan Culiolo

Area tecnica
- Allenatore: György Orth

## Rosa
| N. |                      | Ruolo | Calciatore          |
| -- | -------------------- | ----- | ------------------- |
|    | Italia (bandiera)    | P     | Manlio Bacigalupo   |
|    | Argentina (bandiera) | P     | Ángel Capuano       |
|    | Italia (bandiera)    | D     | Paolo Agosteo       |
|    | Italia (bandiera)    | D     | Luigi Poggi         |
|    | Argentina (bandiera) | D     | Juan Pratto         |
|    | Italia (bandiera)    | D     | Renato Vignolini    |
|    | Italia (bandiera)    | C     | Ermelindo Bonilauri |
|    | Italia (bandiera)    | C     | Alessandro Ciferri  |
|    | Italia (bandiera)    | C     | Bruno De Negri      |
|    | Argentina (bandiera) | C     | Juan Esposto        |
|    | Argentina (bandiera) | C     | Mario Evaristo      |
|    | Uruguay (bandiera)   | C     | Emanuel Fillola     |
|    | Italia (bandiera)    | C     | Mario Genta         |

| N. |                      | Ruolo | Calciatore             |
| -- | -------------------- | ----- | ---------------------- |
|    | Italia (bandiera)    | C     | Mirko Gruden           |
|    | Italia (bandiera)    | C     | Giorgio Michelini      |
|    | Argentina (bandiera) | C     | Rodolfo Orlandini      |
|    | Argentina (bandiera) | C     | Franco Ponzinibio      |
|    | Italia (bandiera)    | C     | Andrea Verrina         |
|    | Italia (bandiera)    | A     | Giuseppe Carlo Ferrari |
|    | Italia (bandiera)    | A     | Renzo Gobbi            |
|    | Argentina (bandiera) | A     | Julio Libonatti        |
|    | Italia (bandiera)    | A     | Carlo Rosa             |
|    | Italia (bandiera)    | A     | Giuseppe Scategni      |
|    | Argentina (bandiera) | A     | Guillermo Stábile      |
|    | Italia (bandiera)    | A     | Antonio Vojak          |

## Risultati

### Serie A

#### Girone di andata
| Arbitro: | Scarpi (Dolo) |

|                                                       |           |             |
| Maini 55’ Schiavio 60’ Fedullo 70’ Sansone 72’ (rig.) | Marcatori | 30’ Stabile |

| Arbitro: | Bonivento (Venezia) |

|                           |           |               |
| Scategni 42’ Evaristo 70’ | Marcatori | 35’ Subinaghi |

| Arbitro: | Mastellari (Bologna) |

|                      |           |                                |
| Bodini II 25’ (rig.) | Marcatori | 31’ (rig.) Orlandini 46’ Gobbi |

| Arbitro: | Mazzarini (Roma) |

|               |           |              |
| Libonatti 41’ | Marcatori | 56’ Borel II |

| Brescia 20 ottobre 1935 5ª giornata | Brescia           | 0 – 0 | Genova 1893 | Stadium di Viale Piave\| Arbitro: \| Bertolio (Torino) \| |
| Arbitro:                            | Bertolio (Torino) |       |             |                                                           |

| Arbitro: | Pizziolo (Firenze) |

|                                                 |           |                           |
| Libonatti 1’ Orlandini 16’ (rig.) Libonatti 52’ | Marcatori | 4’, 14’ Gabardo 30’ Rossi |

| Arbitro: | Gonani (Ravenna) |

|  |           |               |
|  | Marcatori | 37’ Libonatti |

| Genova 17 novembre 1935 8ª giornata | Genova 1893             | 0 – 0 | Alessandria | Stadio Luigi Ferraris\| Arbitro: \| Mazza (Torre del Greco) \| |
| Arbitro:                            | Mazza (Torre del Greco) |       |             |                                                                |

| Arbitro: | Casati (Como) |

|              |           |              |
| Bisigato 67’ | Marcatori | 89’ Figliola |

| Arbitro: | Mazzarini (Roma) |

|                   |           |                                      |
| Evaristo 67’, 88’ | Marcatori | 42’ (rig.) Buscaglia 71’ Sallustro I |

| Arbitro: | Mattea (Torino) |

|                                    |           |                          |
| Ferrero 9’, 59’ Marchionneschi 61’ | Marcatori | 57’ Scategni 72’ Ciferri |

| Arbitro: | Dattilo (Roma) |

|  |           |                         |
|  | Marcatori | 9’ Buscaglia 64’ Silano |

| Arbitro: | Caironi (Milano) |

|                             |           |              |
| Borsetti 52’ Scagliotti 62’ | Marcatori | 15’ Evaristo |

| Arbitro: | Sassi (Roma) |

|                                 |           |                        |
| Scategni 80’ (rig.) Esposto 90’ | Marcatori | 24’ Pasinati 48’ Rocco |

| Arbitro: | Gonani (Ravenna) |

|                                        |           |  |
| Demaria 38’ Meazza 60’ De Vincenzi 75’ | Marcatori |  |

#### Girone di ritorno
| Arbitro: | Bevilacqua (Viareggio) |

|             |           |           |
| Esposto 23’ | Marcatori | 49’ Maini |

| Roma 2 febbraio 1936 17ª giornata | Roma             | 0 – 0 | Genova 1893 | Campo Testaccio\| Arbitro: \| Caironi (Milano) \| |
| Arbitro:                          | Caironi (Milano) |       |             |                                                   |

| Arbitro: | Mazzarini (Roma) |

|                                  |           |  |
| Ferrari 9’ Esposto 42’ Gobbi 51’ | Marcatori |  |

| Arbitro: | Scarpi (Dolo) |

|                                  |           |  |
| Gabetto 3’, 54’, 59’ Borel I 36’ | Marcatori |  |

| Arbitro: | Biancone (Roma) |

|               |           |  |
| Vojak 2’, 28’ | Marcatori |  |

| Arbitro: | Sassi (Roma) |

|                |           |  |
| Bertolotti 88’ | Marcatori |  |

| Arbitro: | Salvatori (Roma) |

|                                 |           |  |
| Libonatti 1’ Agosteo 83’ (rig.) | Marcatori |  |

| Arbitro: | Casati (Como) |

|            |           |  |
| Busani 63’ | Marcatori |  |

| Arbitro: | Scorzoni (Bologna) |

|                                |           |                                   |
| Ferrari 41’, 59’ Libonatti 45’ | Marcatori | 35’ Levratto 49’ (aut.) Vignolini |

| Arbitro: | Caironi (Milano) |

|                              |           |           |
| Sallustro I 10’ Venditto 43’ | Marcatori | 47’ Vojak |

| Genova 12 aprile 1936 26ª giornata | Genova 1893    | 0 – 0 | Bari | Stadio Luigi Ferraris\| Arbitro: \| Dattilo (Roma) \| |
| Arbitro:                           | Dattilo (Roma) |       |      |                                                       |

| Arbitro: | Gonani (Ravenna) |

|                                              |           |                                          |
| Silano 16’ (rig.) Bo 24’ Galli 53’ Prato 84’ | Marcatori | 12’ Ciferri 37’ Esposto 79’, 90’ Agosteo |

| Arbitro: | Mauri (Como) |

|                           |           |                   |
| Libonatti 24’ Esposto 90’ | Marcatori | 14’, 46’ Borsetti |

| Trieste 3 maggio 1936 29ª giornata | Triestina           | 0 – 0 | Genova 1893 | Stadio del Littorio\| Arbitro: \| Barlassina (Novara) \| |
| Arbitro:                           | Barlassina (Novara) |       |             |                                                          |

| Arbitro: | Scorzoni (Bologna) |

|                       |           |                  |
| Vojak 80’ Esposto 86’ | Marcatori | 38’, 72’ Demaria |

## Statistiche

### Statistiche di squadra
| Competizione | Punti | In casa | In casa | In casa | In casa | In casa | In casa | In trasferta | In trasferta | In trasferta | In trasferta | In trasferta | In trasferta | Totale | Totale | Totale | Totale | Totale | Totale | DR |
| Competizione | Punti | G       | V       | N       | P       | Gf      | Gs      | G            | V            | N            | P            | Gf           | Gs           | G      | V      | N      | P      | Gf     | Gs     | DR |
| ------------ | ----- | ------- | ------- | ------- | ------- | ------- | ------- | ------------ | ------------ | ------------ | ------------ | ------------ | ------------ | ------ | ------ | ------ | ------ | ------ | ------ | -- |
| Serie A      | 28    | 15      | 5       | 9       | 1       | 25      | 18      | 15           | 2            | 5            | 8            | 13           | 26           | 30     | 7      | 14     | 9      | 38     | 44     | -6 |
| Coppa Italia |       | 1       | 1       | 0       | 0       | 3       | 2       | 1            | 0            | 0            | 1            | 0            | 3            | 2      | 1      | 0      | 1      | 3      | 5      | -2 |
| Totale       |       | 16      | 6       | 9       | 1       | 28      | 20      | 16           | 2            | 5            | 9            | 13           | 29           | 32     | 8      | 14     | 10     | 41     | 49     | -8 |

### Statistiche dei giocatori
| Giocatore     | Serie A  | Serie A | Coppa Italia | Coppa Italia | Totale   | Totale |
| Giocatore     | Presenze | Reti    | Presenze     | Reti         | Presenze | Reti   |
| ------------- | -------- | ------- | ------------ | ------------ | -------- | ------ |
| P. Agosteo    | 29       | 3       | ?            | ?            | 29+      | 3+     |
| M. Bacigalupo | 27       | -38     | ?            | ?            | 27+      | -38+   |
| E. Bonilauri  | 18       | 0       | ?            | ?            | 18+      | 0+     |
| A. Capuano    | 3        | -6      | ?            | ?            | 3+       | -6+    |
| A. Ciferri    | 20       | 2       | ?            | ?            | 20+      | 2+     |
| B. De Negri   | 4        | 0       | ?            | ?            | 4+       | 0+     |
| J. Esposto    | 18       | 6       | ?            | ?            | 18+      | 6+     |
| M. Evaristo   | 11       | 4       | ?            | ?            | 11+      | 4+     |
| G. Ferrari    | 26       | 3       | ?            | ?            | 26+      | 3+     |
| E. Fillola    | 20       | 1       | ?            | ?            | 20+      | 1+     |
| M. Genta      | 18       | 0       | ?            | ?            | 18+      | 0+     |
| R. Gobbi      | 21       | 2       | ?            | ?            | 21+      | 2+     |
| M. Gruden     | 19       | 0       | ?            | ?            | 19+      | 0+     |
| J. Libonatti  | 27       | 7       | ?            | ?            | 27+      | 7+     |
| R. Orlandini  | 12       | 2       | ?            | ?            | 12+      | 2+     |
| F. Ponzinibio | 3        | 0       | ?            | ?            | 3+       | 0+     |
| J. Pratto     | 3        | 0       | ?            | ?            | 3+       | 0+     |
| G. Scategni   | 6        | 3       | ?            | ?            | 6+       | 3+     |
| G. Stabile    | 1        | 1       | ?            | ?            | 1+       | 1+     |
| R. Vignolini  | 27       | 0       | ?            | ?            | 27+      | 0+     |
| A. Vojak      | 17       | 4       | ?            | ?            | 17+      | 4+     |